# Megasyllis nipponica
Megasyllis nipponica is een borstelworm uit de familie Syllidae. Het lichaam van de worm bestaat uit een kop, een cilindrisch, gesegmenteerd lichaam en een staartstukje. De kop bestaat uit een prostomium (gedeelte voor de mondopening) en een peristomium (gedeelte rond de mond) en draagt gepaarde aanhangsels (palpen, antennen en cirri).
Megasyllis nipponica werd in 1966 voor het eerst wetenschappelijk beschreven door Minoru Imajima.

## Verspreiding
Megasyllis nipponica is een epibenthische borstelworm die behoort tot de familie Syllidae. Deze soort werd voor het eerst beschreven vanuit Japan en is inheems in deze regio. Geïntroduceerde populaties zijn bekend uit Californië. Deze soort is verzameld in een breed scala van intergetijden- en subtidale leefomgevingen, waaronder slib, modder, rotsen, kasseien, zeewier, koralen en manteldieren. Het is ook gevonden in door de mens gemaakte leefomgevingen, waaronder dokken, palen en praalwagens van piepschuim. Het heeft brede toleranties voor temperatuur en zoutgehalte en wordt aangetroffen op locaties variërend van 13-22 °C en 25-35 PSU. Het is overvloedig aanwezig in het binnengevallen bereik, maar er zijn geen effecten gemeld.